# Камара на експертите
„Камара на експертите“ е центристка политическа партия в България, създадена през 2003 година.
Според официалния сайт на партията, тя обединява български учени и творци и е създадена в подкрепа на българската наука и култура. Според същия източник, партията е инициатор на кампании за проспериращо развитие на 87 български градове и села, които притежават отличието „Златен печат“ за древно историческо и културно наследство и почетен статут на уникално европейско селище.
Според заявления в официалния сайт на партията, в ръководните департаменти на Камарата на експертите участват 150 обществено признати интелектуалци със златни отличия за принос към българската наука и култура, които номинират и приобщават водещи учени от европейските държави и реализират в сътрудничество с тях мащабния проект „Аплодисменти за България“, който е насочен към по-висок икономически и културен статус на страната.
Председател на Камарата на експертите е Росица Златанова.

## Участия в избори
За пръв път Камарата на експертите участва в парламентарните избори през 2005 г., като получава 3649 гласа (0,1%).
На местните избори през 2007 Камарата издига кандидати в Община Благоевград. Коалицията на Камара на експертите и Движение „Нашият град“ получава 5 места в общинския съвет (2691 гласа; 7,8%). Заедно със 7 други партии, сред които Атака, СДС и ДСБ, партията подкрепя кандидаурата на Радослав Тасков за кмет на общината. Той губи на втори тур, като получава 13756 гласа (40,38%).
Партията участва самостоятелно в Община Смядово. Камара на Експертите получава 4 места в общинския съвет (798 гласа;	21,17%). Камарата класира на втори тур кандидата си за кмет на Община Смядово Маргарита Киранова. Събира 1269 гласа (31,17%) и губи балотажа. Камара на Експертите има избран кмет на кметство в Бял Бряг – Стела Стоянова. Печели на втори тур (120 гласа; 58,82%).